# Garbaty (automerk)
Garbaty was een Duits automerk.
Opgericht door Mozes Garbaty, een Wit-Rus die eerst naar Frankrijk emigreerde, later naar Duitsland, was dit merk uit Mainz verantwoordelijk voor een aantal lichte auto's, opgebouwd uit voornamelijk Franse onderdelen, zoals Chapuis-Dornier motoren.
Het merk heeft maar kort bestaan; tussen 1921 en 1928 maakte het haar producten.